# Раймон-Робер II (виконт Тартаса)

Виконтство Тартас на карте Гаскони

Раймон-Робер II (Raimond-Robert) (ум. 1171/72) — виконт Тартаса.
Вся информация — из книги Жана де Жургена «La Vasconie : étude historique et critique sur les origines du royaume de Navarre, du duché de Gascogne, des comtés de Comminges, d’Aragon, de Foix, de Bigorre, d’Alava & de Biscaye, de la vicomté de Béarn et des grands fiefs du duché de Gascogne».
Сын Робера II, виконта Тартаса, который упоминается в двух документах — 1122 и 1140 годов.
Около 1155 года женился на Матильде, дочери Гарсиа де Марша. Дети:
- Робер III Раймон, виконт Тартаса, бездетный.
- Ролан, бездетный.
- Арно-Раймон, виконтТартаса.
- Ассалида де Тартас, жена Айкема-Гильома де Бланфора и Раймона-Бернара де Румана.

Раймон-Робер II последний раз прижизненно упоминается в документе 1170 года и, вероятно, вскоре умер. Его вдова Матильда де Марш вторично вышла замуж за Пьера де Бордо, происхождение которого не выяснено. В качестве вдовьей доли получила часть виконтства и в документах называлась с титулом виконтессы.